# Мисс Вселенная 1958
Мисс Вселенная 1958 (англ. Miss Universe 1958) — 7-й ежегодный конкурс красоты, состоявшийся 26 июля 1958 года в Long Beach Municipal Auditorium, Лонг-Бич (Калифорния, США). За победу на нём соревновалось 36 претенденток. Победительницей стала представительница Колумбии, Лус Марина Сулуага.

## Результаты
| Финальные результаты | Участница |
| -------------------- | --- |
| Мисс Вселенная 1958  | - Колумбия — Лус Марина Сулуага |
| 1-я вице-мисс        | - Бразилия — Адалгиза Коломбо |
| 2-я вице-мисс        | - Гавайи — Джери Ху |
| 3-я вице-мисс        | - США — Арлин Хауэлл |
| 4-я вице-мисс        | - Польша — Алисия Бобровска |

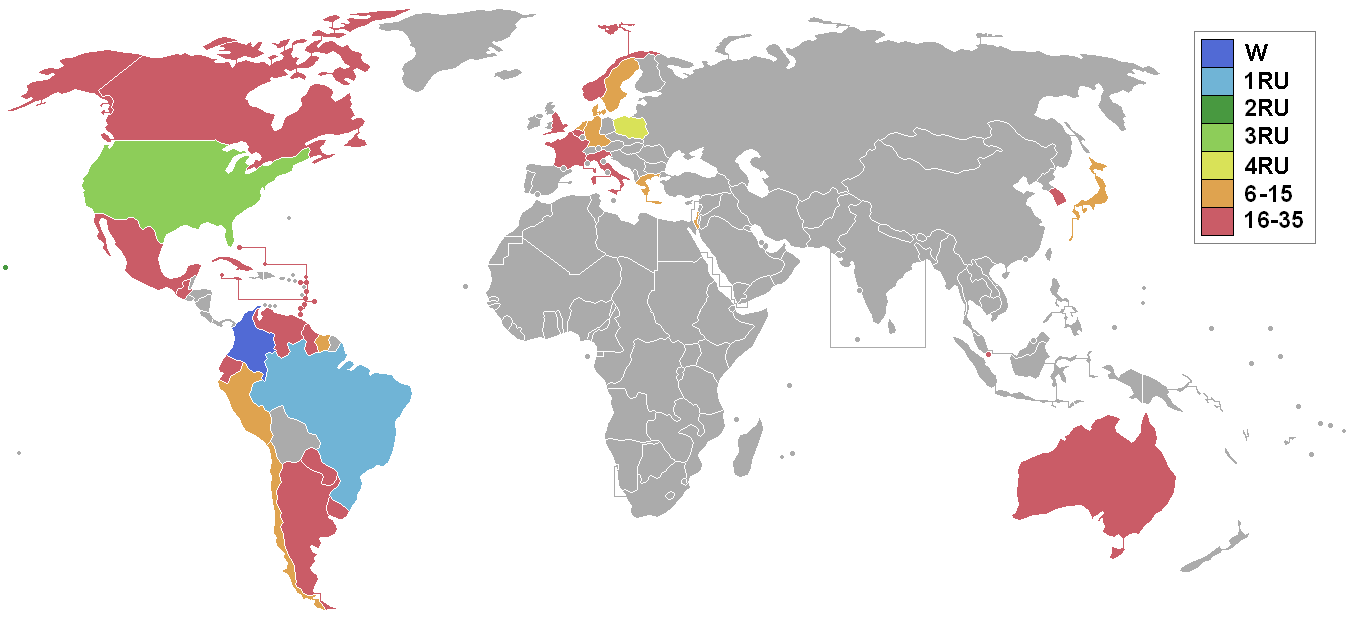
Страны-участницы конкурса «Мисс Вселенная» 1958 года

| Топ 15               | - Германия — Марлис Беренс - Греция — Марили Калимопулу - Дания — Эви Норлунд - Израиль — Мириам Хадар - Нидерланды — Корин Роттшефер - Перу — Беатрис Больварте - Суринам — Гертруд Гуммелс - Чили — Ракель Молина Уррутия - Швеция — Биргитта Элизабет Гордман - Япония — Томоко Моритакэ |

### Специальные награды
| Премия                             | Участница                            |
| ---------------------------------- | ------------------------------------ |
| Мисс Дружелюбие                    | - Япония — Томоко Моритакэ           |
| Мисс Фотогеничность                | - Нидерланды — Корин Роттшефер       |
| Самая популярная девушка на параде | - Австралия — Астрид Танда Линдхольм |

## Судьи
| - Рауль Феррада - Джейкоб Годар - Ма Ма Лоа - Джеймс Ногуэр - Винсент Тротта | - Альберто Варгас - Ирл Уилсон - Миёко Янагида - Роджер Зейлер |

## Участницы
| Страна            | Фото | Участница                                         | Дата рождения | Родной город   |
| ----------------- | ---- | ------------------------------------------------- | ------------- | -------------- |
| Австралия         |      | Астрид Линдхольм (Astrid Tanda Lindholm)          |               |                |
| Аляска            |      | Элеанор Моузес (Eleanor Moses)                    |               |                |
| Англия            |      | Дороти Хейзелдайн (Dorothy Hazeldine)             |               |                |
| Аргентина         |      | Селина Айала (Celina Mercedes Ayala)              |               |                |
| Бельгия           |      | Лилиан Талеманс (Liliane Taelemans)               |               |                |
| Бразилия          |      | Адалгиза Коломбо (Adalgisa Colombo)               | 11.01.1940    | Рио-де-Жанейро |
| Британская Гвиана |      | Клио Фернандес (Clyo Fernandes)                   |               |                |
| Венесуэла         |      | Ида Маргарита Пьери (Ida Margarita Pieri)         |               |                |
| Гавайи            |      | Джери Ху (Geri Hoo)                               |               |                |
| Гватемала         |      | Майя Глинс (Maya Glinz)                           |               |                |
| Германия          |      | Марлис Беренс (Marlies Jung Behrens)              |               |                |
| Греция            |      | Марили Калимопулу (Marily Kalimopoulou)           |               |                |
| Дания             |      | Эви Норлунд (Evy Norlund)                         |               |                |
| Израиль           |      | Мириам Хадар (Miriam Hadar)                       |               | Иерусалим      |
| Италия            |      | Клара Копелла (Clara Copella)                     |               |                |
| Канада            |      | Эйлин Конрой (Eileen Cindy Conroy)                |               |                |
| Колумбия          |      | Лус Марина Сулуага (Luz Marina Zuluaga)           | 31.10.1938    | Перейра        |
| Корея             |      | О Гымсун (Oh Geum-soon)                           |               |                |
| Коста-Рика        |      | Эухения Гардия (Eugenia María Valverde Guardia)   |               |                |
| Куба              |      | Арминия Перес (Arminia Pérez y González)          |               |                |
| Мексика           |      | Эльвира Корредор (Elvira Leticia Risser Corredor) |               |                |
| Нидерланды        |      | Корин Роттшефер (Corine Rottschäfer)              | 08.05.1938    | Хорн           |
| Норвегия          |      | Грета Андерсен (Greta Andersen)                   |               |                |
| Парагвай          |      | Грасиэла Легисамон (Graciela Scorza Leguizamón)   |               |                |
| Перу              |      | Беатрис Больварте (Beatriz Bolvarte)              |               |                |
| Польша            |      | Алисия Бобровска (Alicja Bobrzowska)              | 08.01.1936    | Владимир       |
| Сингапур          |      | Марион Уиллис (Marion Willis)                     |               |                |
| США               |      | Арлин Хауэлл (Arlene Howell)                      | 25.10.1939    | Дели           |
| Суринам           |      | Гертруд Гуммелс (Gertrud Gummels)                 |               |                |
| Тринидад          |      | Анджела Тонг (Angela Tong)                        |               |                |
| Уругвай           |      | Ирена Аугустиньяк (Irene Augustyniak)             |               |                |
| Франция           |      | Моника Булингес (Monique Boulinguez)              |               |                |
| Чили              |      | Ракель Уррутия (Raquel Molina Urrutia)            |               |                |
| Швеция            |      | Биргитта Гордман (Birgitta Elisabeth Gårdman)     |               |                |
| Эквадор           |      | Алисия Эльхури (Alicia Vallejo Eljuri)            |               |                |
| Япония            |      | Томоко Моритакэ (Tomoko Moritake)                 |               | Китакюсю       |

## Дополнительно

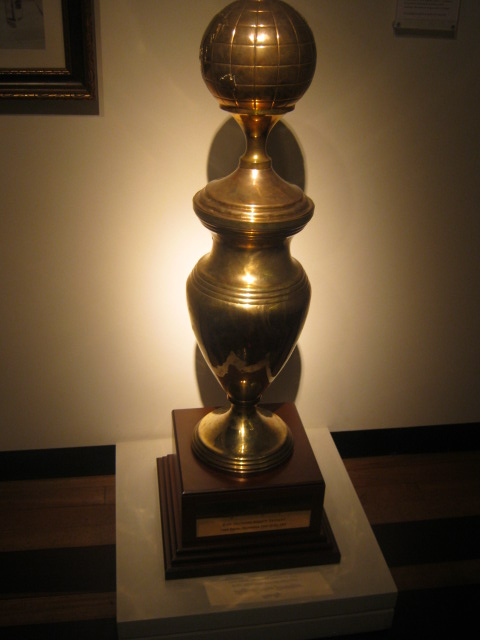
Трофей победительницы
«Мисс Вселенная 1958»

### Дебютировали
- Колумбия
- Польша
- Суринам

### Вернулись
- Дания последний раз участвовала в 1953 году.
- Австралия и  Сингапур последний раз участвовали в 1954 году.
- Территории Британской Вест-Индии и  Норвегия последний раз участвовали в 1955 году.
- Британская Гвиана,  Нидерланды,  США и  Чили последний раз участвовали в 1956 году.

### Отказались
- Австрия — Йоханна Эренштрассер[итал.] (Johanna Ehrenstrasser)
- Филиппины — Кармен Туасон (Carmen Remedios Tuazon)

### Участие в других конкурсах
- Мисс Нидерланды, Корин Роттшефер, выиграла конкурс «Мисс Европа 1957», после чего участвовала в «Мисс Вселенная 1958», пройдя в полуфинал. Она также участвовала в конкурсе «Мисс мира 1959», прошедшем в Баден-Бадене, Германия, на котором заняла первое место[2].
- Мисс Австрия, Йоханна Эренштрассер[итал.], не участвовала, позже она выиграла конкурс «Мисс Европа 1958», прошедший в Стамбуле, Турция. Участница от Англии, Дороти Хейзелдайн, также выступила на континентальном конкурсе того года, но не достигла высоких результатов[3].
- Мисс Венесуэла, Ида Маргарита Пьери[англ.], выступила на конкурсе «Мисс мира 1958», но не прошла в полуфинал[2].